# Ален Џонсон
Ален Кенет Џонсон (енгл. Allen Kenneth Johnson; рођен 1. марта 1971) бивши је амерички атлетичар, који се такмичио у дисциплини 110 метара препоне. Освајач је једне на Олимпијским играма и четири златне медаље на светским првенствима. Рођен је у Вашингтону а похађао је Универзитет Северне Каролине у Чапел Хилу. Током студија тренирао је скок удаљ, скок увис, и десетобој.

## Каријера
На светским првенствима 1995, 1997, 2001, и 2003. освојио је златне медаље у трци 110 метара са препонама, док је на Светском првенству 2005. био трећи. На Олимпијским играма у Атланти 1996. освојио је златну медаљу. Лични рекорд му је 12,92. На званичним такмичењима је једанаест пута трчао испод 13 секунди, резултат који није остварио ни један такмичар у овој дисциплини. Званично се повукао у јулу 2010. у својој 39. години. Тренутно ради као тренер на Академији Ратног ваздухопловства САД у Колорадо Спрингсу као тренер спринтера и препонаша. 